# Igreja de Santa Maria de Abade de Neiva
A Igreja de Santa Maria de Abade de Neiva localiza-se na freguesia de Abade de Neiva, município de Barcelos, distrito de Braga, em Portugal.
Encontra-se classificada como Monumento Nacional desde 1927.

## História
A primitiva designação da paróquia era Abade, ou melhor, Santa Maria do Abade, constituindo-se em uma das paróquias da "terra" ou julgado medieval de Neiva. As Inquirições de 1220 referem-na, em latim, "Abbade". 
A primeira edificação no local foi erguida em 1152 por iniciativa da rainha D. Mafalda de Saboia, esposa de D. Afonso Henriques, que entretanto não chegou a ver concluída em virtude de seu falecimento. Em 1220 a igreja já pertencia ao padroado real.
Em 1301 foi doada por Dinis de Portugal a Mestre Martinho, físico do rei e cónego da Sé de Braga. Em 1310 o Arcebispo D. Martinho de Oliveira, a pedido de Mestre Martinho, institui nesta igreja uma Colegiada, composta de Reitor e três Capelães.
Datam possivelmente do século XIV os começos da fábrica da atual igreja, o que poderia relacionar-se com a doação do padroado e a instituição da Colegiada. Foi doada em 1410 a D. Afonso, futuro duque de Bragança, em cuja casa se manteve até 1833.
A torre possivelmente foi erguida no século XV.
Em 1732 foi mandada consertar a galilé então existente sobre a fachada principal, e dois anos depois foram mandados abrir dois campanários na torre e erguer um coro, bem como pintar o teto e rebocar as paredes da capela-mor e da nave. Em 1758 as paredes do adro foram reformadas.
Em 1747, Santa Maria de Abbade, na grafia da época, era uma freguesia do termo da vila de Barcelos, Comarca do mesmo nome, pertencendo Arcebispado de Braga e à Província de Entre Douro e Minho.Foi fundada pela Rainha D. Mafalda, mulher delRey D. Afonso Henriques; e tinha um letreiro gótico com esta conta: 1190; que sendo era de César, vem a ser o ano de Cristo de 1152. Faleceu esta Senhora no ano de 1157, causa porque se não acabou o edifício do templo, como ela o tinha principiado. Pagava-lhe o Hospital de Santarém 10 alqueires de azeite cada ano. ElRey D. Diniz deu o padroado desta igreja, e a Capela de São Vicente de Fragoso em terra de Neiva ao Mestre Martinho, seu físico, e cónego de Braga. Fez-se escritura em Santarém a 10 de Novembro de 1301.
Era abadia, rendendo 400.000 reis um ano por outro. Ficava esta igreja na costa de um monte áspero e fragoso, coberto de sobreiros, pinheiros e carrascos, donde se descobria em distância de três léguas a cidade de Braga, e as costas marítimas do mar da vila de Esposende, do lugar de Fão, da vila de Viana do Castelo|Viana, do lugar da Póvoa|Póvoa de Varzim, como também vários montes a saber: o monte da Senhora da Fé, o monte de Airó, o monte de Perdigão, o monte de Remelhé, o monte da Senhora da Franqueira, o monte do Crasto, o monte de São Gonçalo, o monte de Santo Ovídio, vulgarmente chamado Santo Ouvido, o Bom Jesus do monte por cima da cidade de Braga, e o monte de Laundos.
Era esta igreja do Padroado Real, e todos os abades eram ouvidores perpétuos do Couto de Fragoso, onde faziam audiência. Os juízes levavam as luctuosas, gados de vento e coimas, com uma tal circunstância, que não tinha nela Sua Majestade terça; estilo conservado por posse de tempo antigo contra a Ordenação do Reino.
Tinha esta igreja cinco altares: o altar maior onde estava o Santíssimo Sacramento com sua Irmandade; e o orago Santa Maria com a Confraria do Nome de Deus; um altar colateral à parte da Epístola, de Santo António com sua confraria; outro ao lado do Evangelho, de São José com sua confraria; e outro da mesma parte, da Senhora do Rosário com sua Confraria.
Em 1831 o edifício estava em ruínas.
Em 1904 ocorreram obras de reconstrução na parede da frente, que ameaçava cair, e de remoção do soalho do corpo da igreja.